# Utetheisa nova
Utetheisa nova là một loài bướm đêm thuộc phân họ Arctiinae, họ Erebidae.